# ملانی کوست
ملانی کوست (فرانسوی: Mélanie Coste‎؛ زاده ۳۱ مارس ۱۹۷۶) بازیگر پورنوگرافی پیشین اهل فرانسه است.